# Mistrzostwa NCAA Division III w Zapasach w 2013
Mistrzostwa NCAA Division III w zapasach w 2013 roku rozegrane zostały w Cedar Rapids w dniach 15–16 marca. Zawody odbyły się w Cedar Rapids Ice Arena. Gospodarzem zawodów był Cornell College.
- Outstanding Wrestler – Greg Sanders

Punkty zdobyło 51 drużyn.

## Wyniki

### Drużynowo
| Kolejność | Szkoła                             | Zespół   |
| --------- | ---------------------------------- | -------- |
| 1.        | Wartburg College                   | Knights  |
| 2.        | Elmhurst College                   | Bluejays |
| 3.        | University of Wisconsin–Whitewater | Warhawks |
| 4.        | University of Wisconsin–La Crosse  | Eagles   |
| 5.        | Ithaca College                     | Bombers  |
| 6.        | Centenary University               | Cyclones |
| 7.        | The College of New Jersey          | Lions    |
| 8.        | Springfield College                | Pride    |

### All American

#### 125 lb
| Lp. | Zawodnik              | Szkoła              |
| --- | --------------------- | ------------------- |
| 1.  | Ricardo Gomez         | Ithaca              |
| 2.  | Jimmy Gotto           | Coe                 |
| 3.  | Gilberto Camacho      | Wartburg            |
| 4.  | Isaac Balsiger        | Wisconsin–La Crosse |
| 5.  | Miguel Venecia        | Elmhurst            |
| 6.  | Christopher Donaldson | Ursinus             |
| 7.  | Mike Fuenffiger       | Augsburg            |
| 8.  | Matthias Ellis        | Brockport           |

#### 133 lb
| Lp. | Zawodnik            | Szkoła               |
| --- | ------------------- | -------------------- |
| 1.  | Kenneth Anderson    | Wartburg             |
| 2.  | Grant Sutter        | Wisconsin–Whitewater |
| 3.  | Nathan Fitzenreider | North Central        |
| 4.  | Derek Adams         | Springfield          |
| 5.  | Brandon Jones       | New York             |
| 6.  | Alex Gomez          | Ithaca               |
| 7.  | Dalton Bullard      | Elmhurst             |
| 8.  | Evan Obert          | Luther               |

#### 141 lb
| Lp. | Zawodnik         | Szkoła               |
| --- | ---------------- | -------------------- |
| 1.  | Adam Sheley      | Wisconsin–La Crosse  |
| 2.  | Paul Marcello    | Johns Hopkins        |
| 3.  | Thomas Mirocha   | Wartburg             |
| 4.  | Ryan Earley      | Elmhurst             |
| 5.  | Nathaniel Behnke | Wisconsin–Eau Claire |
| 6.  | Joseph Grippi    | Springfield          |
| 7.  | Ces Antista      | Williams             |
| 8.  | Kyle Windquist   | Luther               |

#### 149 lb
| Lp. | Zawodnik        | Szkoła              |
| --- | --------------- | ------------------- |
| 1.  | Greg Sanders    | Concordia–Wisconsin |
| 2.  | Kodie Silvestri | Wartburg            |
| 3.  | Robert Dierna   | SUNY–Cortland       |
| 4.  | Vincent Pisani  | York                |
| 5.  | Jacob Long      | Concordia–Moorhead  |
| 6.  | Jorge Lopez     | Williams            |
| 7.  | Luke Lohr       | Waynesburg          |
| 8.  | Emanual Ajagbe  | Delaware            |

#### 157 lb
| Lp. | Zawodnik            | Szkoła                 |
| --- | ------------------- | ---------------------- |
| 1.  | Devin Biscaha       | Springfield            |
| 2.  | Kristopher Krawchuk | Wilkes                 |
| 3.  | Chris Burdge        | Centenary              |
| 4.  | Cade Sarbacker      | Wisconsin–Whitewater   |
| 5.  | Cole Welter         | Wartburg               |
| 6.  | Josh Etzel          | Washington & Jefferson |
| 7.  | Reece Lefever       | Wabash                 |
| 8.  | Elias Larson        | Trine                  |

#### 165 lb
| Lp. | Zawodnik        | Szkoła                  |
| --- | --------------- | ----------------------- |
| 1.  | Nazar Kulczycki | Wisconsin–Oshkosh       |
| 2.  | John Darling    | New Jersey              |
| 3.  | Cedric Gibson   | Wisconsin–Whitewater    |
| 4.  | Landon Williams | Wartburg                |
| 5.  | Joey Favia      | Stevens Institute       |
| 6.  | Owen Vernon     | Centenary               |
| 7.  | Jordan Powell   | Thiel                   |
| 8.  | Jordan Schulte  | Wisconsin–Stevens Point |

#### 174 lb
| Lp. | Zawodnik       | Szkoła              |
| --- | -------------- | ------------------- |
| 1.  | Kyle Kwiat     | Ohio Northern       |
| 2.  | Jules Doliscar | Ithaca              |
| 3.  | Zach Thomson   | Gettysburg          |
| 4.  | Zach Zotollo   | New Jersey          |
| 5.  | Kevin Obrien   | Wisconsin–La Crosse |
| 6.  | Lou Puca       | SUNY–Cortland       |
| 7.  | Matt Burns     | Augustana           |
| 8.  | Ben Kramer     | Messiah             |

#### 184 lb
| Lp. | Zawodnik        | Szkoła                  |
| --- | --------------- | ----------------------- |
| 1.  | Josef Rau       | Elmhurst                |
| 2.  | Brian Broderick | New Jersey              |
| 3.  | Josh Thomson    | Messiah                 |
| 4.  | Julian Meaney   | Elizabethtown           |
| 5.  | Mitchell Hagen  | Saint John’s University |
| 6.  | Colin Lenhardt  | Johnson & Wales         |
| 7.  | Daniel Olsen    | Wheaton                 |
| 8.  | Roland Dunlap   | Wisconsin–Whitewater    |

#### 197 lb
| Lp. | Zawodnik        | Szkoła               |
| --- | --------------- | -------------------- |
| 1.  | Mike Benefiel   | Elmhurst             |
| 2.  | Alex Coolidge   | Cornell              |
| 3.  | Jared Myhrberg  | SUNY–Cortland        |
| 4.  | Shane Siefert   | Wisconsin–Whitewater |
| 5.  | Andrew Lovins   | Heidelberg           |
| 6.  | Aaron Karns     | Delaware             |
| 7.  | Matthew Hechsel | Augsburg             |
| 8.  | Trent Flegel    | Luther               |

#### 285 lb
| Lp. | Zawodnik       | Szkoła               |
| --- | -------------- | -------------------- |
| 1.  | Chad Johnson   | Augsburg             |
| 2.  | Joseph Zitone  | Centenary            |
| 3.  | William Mayer  | Wisconsin–La Crosse  |
| 4.  | James Buss     | Loras                |
| 5.  | Anthony Edgren | Wisconsin–Whitewater |
| 6.  | Tom Bouressa   | Concordia–Moorhead   |
| 7.  | Ryan Fank      | Wartburg             |
| 8.  | Jeremy Rieth   | Elizabethtown        |